# Altenberg
Altenberg è una città di 7 870 abitanti della Sassonia, in Germania.
Appartiene al circondario della Svizzera Sassone-Monti Metalliferi Orientali.
La città è sede della omonima comunità amministrativa.

## Geografia fisica

### Clima
Secondo i rilevamenti locali, confrontati a quelli nazionali, quella di Altenberg risulta la regione più fredda dell'intera Germania, con una temperatura media annua pari a 4,3 °C.

## Storia

### Simboli
Lo stemma si presenta semipartito troncato: nel primo, di rosso, è rappresentato un vescovo d'oro, tenente un pastorale; nel secondo, di azzurro, un leone con la coda doppia, troncato di argento e di rosso; nel terzo, d'oro, un minatore inginocchiato di nero.

## Geografia antropica

### Suddivisioni amministrative
Il territorio comunale comprende le seguenti località:
- Bärenstein
- Falkenhain
- Fürstenau
- Fürstenwalde
- Geising
- Hirschsprung
- Kurort Bärenfels
- Kurort Kipsdorf
- Kurort Oberbärenburg
- Lauenstein
- Liebenau
- Löwenhain
- Rehefeld-Zaunhaus
- Schellerhau
- Waldidylle
- Zinnwald-Georgenfeld

## Amministrazione

### Gemellaggi
- Dubí
- Košťany
- Sulz am Neckar

## Sport
Vi ha sede la pista DKB-Eiskanal (Rennschlitten- und Bobbahn Altenberg), sede abituale delle gare internazionali di bob, slittino e skeleton.